# Everwinus Wassenbergh Penning
De Everwinus Wassenbergh Penning is een erepenning vernoemd naar de eerste hoogleraar Nederlands, Everwinus Wassenbergh (1742-1826), en is als eerbetoon aan een vooraanstaand neerlandicus. De Penning werd ingesteld door het online-tijdschrift Neerlandistiek.nl en wordt sinds 2020 ieder jaar (met uitzondering van coronajaar 2021) uitgereikt tijdens de zogeheten Neerlandistiekdagen. De jury bestaat uit de leden van de redactie en de redactieraad van het tijdschrift Neerlandistiek.nl. 

## Laureaten
| Jaar | Laureaat |
| ---- | --- |
| 2020 | Hans Bennis, taalkundige |
| 2021 | niet uitgereikt |
| 2022 | Frank Willaert, Antwerpse mediëvist |
| 2023 | Marita Mathijsen, Amsterdamse literatuurhistorica |
| 2024 | Michiel van Kempen, literatuurhistoricus, literair criticus en bijzonder hoogleraar Nederlands-Caraïbische letteren aan de Universiteit van Amsterdam. |
| 2025 | Nicoline van der Sijs, historisch taalkundige en etymologe.                                                                                            |